# Джессі Л. Мартін
Джессі Л. Мартін (англ. Jesse L. Martin, нар. 18 січня 1969, Рокі-Маунт, Вірджинія, США) – американський актор та співак. Він відомий за роллю Еда Гріна у телесеріалі «Закон і порядок» та Джо Веста у серіалі «Флеш»

## Біографія
Мартін, третій із чотирьох синів, народився в Рокі-Маунт, штат Вірджинія. Його батько, Джессі Рід Воткінс (1943–2003), був водієм вантажівки, а мати, Вірджинія Прайс, була консультантом коледжу. Він народився на два місяці раніше терміну. Його батьки розлучилися, коли він був дитиною. Зрештою його мати вийшла заміж повторно, і Мартін прийняв прізвище свого вітчима.
Коли Мартін навчався в початковій школі, сім’я переїхала до Буффало, штат Нью-Йорк, але Мартін почав не любити говорити через свій південний акцент, і його часто долала сором’язливість. Заклопотаний педагог і наставник вплинув на те, щоб він приєднався до позашкільної драматичної програми та взяв його на роль пастора у фільмі «Золотий гусак». Будучи родом із Вірджинії, молодий Мартін зіграв героя так, як він знав: як натхненного південно-баптистського проповідника. Виступ став хітом, і Мартін вийшов зі своєї шкаралупи. [2] Мартін навчався в Академії візуальних і виконавських мистецтв Буффало, де його визнали «Найталановитішим» у старшому класі. Пізніше він вступив до Нью-Йоркського університету Театральну програму Школи мистецтв Тіша, а під час навчання в Нью-Йоркському університеті він також був популярним президентом гуртожитку Rubin Dorm, колишньої власності Марка Твена.

## Кар'єра
Після закінчення навчання Мартін гастролював по штатах з фільмом Джона Хаусмана The Acting Company. Він з'явився в «Рок-в-ролях» Шекспіра в акторському театрі Луїсвілля та «Дочці м'ясника» в Клівлендському театрі, а потім повернувся на Манхеттен, щоб виступати в місцевому театрі, мильних операх і рекламі. Зрозумівши, що прослуховування, регіональний театр і невеликі ролі не можуть забезпечити себе, Мартін обслуговував столики в кількох ресторанах міста. Він пригощав піцу під час своєї появи в програмі CBS Дороговказне світло в тій же забігайлівці. Під час трансляції шоу весь персонал збирався біля телевізора бару, щоб підбадьорити його виступ. Часто під час вечері він заспівав. Коли він давав своїм клієнтам їхні обідні чеки, він сказав їм «залиште їх, тому що колись я стану відомим!»
Мартін дебютував на Бродвеї у виставі «Тімон Афінський», а потім виступав у виставі «Ревізор» із Лейні Казан. Під час роботи в Moondance Diner він познайомився з драматургом Джонатаном Ларсоном, який також працював у штаті ресторану. У 1996 році мюзикл Ларсона «Оренда» захопив театральний світ штурмом з Мартіном у ролі ґея-комп’ютерщика / професора філософії Тома Коллінза. «Богема» Пуччіні 1990-х років здобуло шість нагород "Драма Деск", п’ять нагород "Обі", чотири нагороди "Тоні" і Пулітцерівську премію. У 1998 році в Вест-Енді розпочався серіал «Богема» з чотирма оригінальними акторами, включаючи Мартіна. Він зіграв Теда в концептуальному альбомі Bright Lights, Big City.
У 2010 році Мартін повернувся на сцену для одного зі своїх найбільших театральних зобов’язань з часів «Закону і порядку», виступаючи в постановках «Венеціанський купець» і «Зимова казка» в рамках «Шекспіра в парку» The Public Theatre в театрі Delacort в Центральному парку Виконував ролі Граціана і царя Поліксена відповідно. Два спектаклі були виконані в репертуарі, починаючи з попереднього перегляду 9 червня 2010 року до фінального виступу 1 серпня 2010 року.
Пізніше «Венеціанський купець» перейшов на Бродвей до театру «Бродхерст» для обмеженого ангажементу, де Мартін повторив свою роль Гратіано. Попередній показ шоу розпочався 19 жовтня 2010 року та офіційно відбувся 7 листопада. Шоу почало перерву 9 січня, щоб врахувати попередні зобов’язання Аль Пачіно, і було відновлено з 1 лютого 2011 року до 20 лютого 2011 року; Мартін не виконував свою роль після перерви через інші робочі зобов'язання. Він взяв участь в одновечірньому бенефісі «Ромео і Джульєтта» на честь 50-річчя відкриття театру «Делакорт» у Центральному парку разом із Меріл Стріп, Кевіном Клайном, Рауль Еспарза та інші 18 червня 2012 р.

### Робота на телебаченні
Мартін отримав ролі в короткочасному фільмі Fox «Вулиця надії». і незалежному фільмі Еріка Бросса «Ресторан» (1998). Творець Еллі МакБіл, Девід Е. Келлі, відвідав бродвейську прем'єру Rent і згадав Мартіна, коли для головної героїні шоу потрібен був новий хлопець. Його гра в ролі доктора Грега Баттерса в серіалі «Еллі Макбіл» привернула увагу Девіда Духовні, який зняв Мартіна в ролі інопланетянина, що грає в бейсбол, в епізоді «Секретних матеріалів» 1999 року під назвою «Неприродне», сценарій і режисер якого написав Духовні.
Під час зйомок Еллі Макбіл до Мартіна дійшли чутки про те, що актор Бенджамін Бретт збирається покинути акторський склад серіалу "Закон і порядок". Мартін пробував участь у шоу багато років тому і виграв другорядну роль злодія автомобільного радіо на ім’я Хом’як Ерл, але вирішив почекати більшої ролі. З’явившись такою можливістю, Мартін звернувся до продюсера «Закон і порядок» Діка Вульфа щодо відкриття. Вульф сподівався взяти його на роль і, почувши, що CBS і Fox пропонують Мартіну, він дав акторові роль без прослуховування.

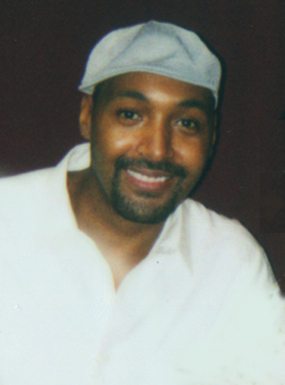
Мартін в 2006 році

З 1999 по 2008 рік він грав детектива Едварда «Еда» Гріна в серіалі «Закон і порядок». Загалом, він був п'ятим за тривалістю перебування в акторському складі після Епати Меркерсон, Сема Вотерстона, Джеррі Орбаха та Стівена Гілла. У нього була коротка перерва наприкінці сезону 2004–2005 років, коли він знімався в екранізації «Оренди», в якій він повторив роль Тома Коллінза. Останній епізод серіалу «Закон і порядок» Мартіна вийшов в ефір 23 квітня 2008 року, коли його замінив Ентоні Андерсон. Через рік Мартін повернувся на NBC як одна з головних ролей у фільмі «Філантроп».
14 вересня 2012 року NBC оголосив, що Мартін приєднається до акторського складу серіалу Успіх протягом другого сезону для арки з дев'яти епізодів як Скотт Ніколс, художній керівник Манхеттенської театральної майстерні. Мартін також зіграв головну роль у пілотному епізоді серіалі NBC під назвою «Таємне життя чоловіків і дружин» у ролі Грега Кука, однак її не було підібрано до серіалу.
Тепер Мартін грає Джо Веста в серіалі про супергероїв «Флеш», спін-оффі «Стріли», прем’єра якого відбулася в жовтні 2014 року. В епізоді третього сезону «Дует» Мартін зіграв гангстера Дігсі Фосса у світі мрій Баррі та Кари. У п’ятому сезоні 2018 року травма спини змусила Мартіна піти у відпустку на лікування після четвертої серії сезону. З початку сезону і до того часу він майже завжди притулявся до стіни або сидів. Мартін повернувся з медичної відпустки в січні 2019 року з п’ятнадцятою серією сезону. Після восьмого сезону він збирається залишити себе як регулярний серіал, отримавши роль у пілотному серіалі NBC «Irrational», хоча очікується, що він повторить свою роль.

## Особисте життя
У жовтні 2006 року Мартін повернувся до Баффало, штат Нью-Йорк, щоб працювати над фільмом, і був пограбований через два дні після його прибуття туди.
У 2018 році влітку Мартін отримав травму спини, через що він не зміг взяти участь у п’ятому сезоні Флеш. Він взяв медичну відпустку з шоу після зйомок сцен для кількох епізодів.
Він є жителем Мангеттену.

## Фільмографія
| Рік       |     | Українська назва                          | Оригінальна назва                     | Роль              |
| --------- | --- | ----------------------------------------- | ------------------------------------- | ----------------- |
| 1995      | с   | Одне життя щоб жити                       | One Life to Live                      | Куінсі            |
| 1995—1998 | с   | Поліцейські під прикриттям                | New York Undercover                   | Мустафа Кайлен    |
| 1997      | с   | Вулиця надії 413                          | 413 Hope St.                          | Антоніо Колінс    |
| 1998      | ф   | Ресторан                                  | Restaurant                            | Куінсі            |
| 1998—1999 | с   | Еллі Мак-Біл                              | Ally McBeal                           | Грег Баттерс      |
| 1999      | с   | Цілком таємно                             | The X-Files                           | Джош Есклі        |
| 1999      | тф  | Глибоко в моєму серці                     | Deep in My Heart                      | Дон Вільямс       |
| 1999—2008 | с   | Закон і порядок                           | Law & Order                           | Ед Грін           |
| 1999—2000 | с   | Закон і порядок: Спеціальний корпус       | Law & Order: Criminal Intent          | Ед Грін           |
| 2001      | с   | Закон і порядок: Злочинні наміри          | Law & Order: Special Victims Unit     | Ед Грін           |
| 2003      | ф   | Сезон молодості                           | Season of Youth                       | Рок Вільямс       |
| 2004      | тф  | Привиди Різдва                            | A Christmas Carol                     | Продавець білетів |
| 2004      | вг  | Закон і порядок: Справедливість досягнута | Law & Order: Justice Is Served        | Ед Грін           |
| 2005      | ф   | Богема                                    | Rent                                  | Том Коллінс       |
| 2007      | ф   | Солодкий північ                           | The Cake Eaters                       | Джед              |
| 2007      | с   | Енді Бейкер, P.I                          | Andy Barker, P.I.                     | Ед Грін           |
| 2008      | тф  | Маппетівське Різдво: Листи Санті          | A Muppets Christmas: Letters to Santa | Працівник пошти   |
| 2009      | с   | Філантроп                                 | Philanthropist                        | Філіп Мейдстоун   |
| 2009      | ф   | Пітер і Венді                             | Peter and Vandy                       | Пол               |
| 2009      | ф   | Буфало Бушідо                             | Buffalo Bushido                       | Шон               |
| 2011      | ф   | Прокол                                    | Puncture                              | Деріл Кінг        |
| 2012      | ф   | Радісний шум                              | Joyful Noise                          | Маркус Хілл       |
| 2013      | док | Хай живе іграшка                          | JLong Live TOY                        | Грає самого себе  |
| 2013      | с   | Успіх                                     | Smash                                 | Скот Ніколс       |
| 2014—2023 | с   | Флеш                                      | The Flash                             | Джо Вест          |
| 2016—2017 | мс  | Софія Прекрасна                           | Sofia the First                       | Кай               |
| 2017      | с   | Супердівчина                              | Supergirl                             | Джо Вест          |
| 2019      | тф  | Оренда                                    | Rent: Live                            | грає самого себе  |
| 2022      | тф  | Як це сталося насправді                   | How It Really Happened                | грає самого себе  |
| 2023—2025 | с   | Ірраціональний                            | The Irrational                        | Алек Бейкер       |